# Laurie Davidson (Schauspieler)
Laurie Davidson (* um 1992 in London) ist ein britischer Schauspieler.

## Leben
Davidsons Karriere begann 2014 mit einer Nebenrolle im Film Vampire Academy. 2016 schloss er die London Academy of Music and Dramatic Art ab. 2017 wurde er durch die Hauptrolle des William Shakespeare in der Serie Will bekannt. Er übernahm eine Rolle in dem Film Diana and I.

## Filmografie
- 2014: Vampire Academy
- 2017: Will (Fernsehserie, 10 Episoden)
- 2017: Diana and I
- 2019: The Good Liar – Das alte Böse (The Good Liar)
- 2019: Cats
- 2023: The Last Kingdom: Seven Kings Must Die
- 2024: Mary & George (Miniserie)